# Lípa ve Svojsíkově ulici
Lípa ve Svojsíkově ulici je památným stromem ve Šluknově v okrese Děčín. Strom je výraznou pohledovou dominantou, roste na rozcestí Svojsíkovy a Křečanské ulice. Jedinec lípy srdčité dosahoval dle měření z roku 2009 výšky 23 m, přičemž koruna zabírala 21 m, výčetní tloušťka kmene byla 432 cm. Stáří stromu je odhadováno na 220 let. Stav stromu byl hodnocen jako velmi dobrý. Poslední zdravotní ořez proběhl v roce 2020.
Při stromě se nachází pískovcová socha sv. Antonína v životní velikosti z poloviny 18. století, která je rovněž památkově chráněná. Na místě určení byla osazena po restaurování v roce 2016.

## Památné stromy v okolí
- Lípa na náměstí ve Šluknově
- Jedlovec Mertensův ve Šluknově